# IBM Instruments Computer System
IBM Instruments Computer System (Instruments Computer System) је професионални рачунар фирме IBM који је почео да се производи у Сједињеним Америчким Државама током 1982. године.
Користио је Motorola 68000 микропроцесорску јединицу а RAM меморија рачунара је имала капацитет од 128 KB, прошириво у 256 KB инкрементима до 5 MB.
Као оперативни систем кориштен је специјални IBM мултитаск оперативни систем.

## Детаљни подаци
Детаљнији подаци о рачунару Instruments Computer System су дати у табели испод.
|                       |                                              |
| [ 1 ]                 |                                              |
| Произвођач            |                                              |
| Тип                   | професионални рачунар                        |
| Меморија              | 128 KB, прошириво у 256 инкрементима до 5 MB |
| Поријекло             | Сједињене Америчке Државе                    |
| Година                | 1982                                         |
| Тастатура             | 57 (Mainframe) + 10 (монитор) тастера        |
| Процесор              |                                              |
| Фреквенција процесора | 8 .                                          |
| RAM                   | 128 KB, прошириво у 256 инкрементима до 5 MB |
| ROM                   | Све до 128 KB                                |
| Текст                 | 80 стубова x 30 линија                       |
| Графика               | 768 x 480 тачака                             |
| Боја                  | једна боја                                   |
| Звук                  | мали звучник                                 |
| Димензије             | 39 са монитором, штампачем и тастатуром      |
| Портови               |                                              |
| Оперативни систем     | специјални мултитаск оперативни систем       |